# 佐藤栄太郎
佐藤 栄太郎（さとう えいたろう、1928年1月25日 - 2008年11月13日）は、日本の教育者。学校法人佐藤栄学園、学校法人北海道佐藤栄学園創設者で初代理事長。配偶者に佐藤照子、子に佐藤孝司がいる。

## 経歴・人物
東京都出身。日本大学法学部卒業後、父・栄三郎が経営する自動車修理工場「サトエ自動車工業」に入社。屋号の「サトエ」は、栄三郎の愛称に由来し、のちに漢字で「佐藤栄」と当て字にする。
1959年、母・由江が「これからのモータリゼーション時代の到来を予測し、技術革新に伴う新しい技術者の養成が急務」と興した埼玉自動車整備技術学校（現:埼玉自動車大学校）の校長に就任。
1971年（昭和46年）、学校法人佐藤栄学園を設立し、理事長に就任。埼玉県内において、大学院大学、大学、短期大学各1校、高等学校5校、中学校2校、小学校1校、専修学校2校の校長や理事長を務めた。この間、埼玉県私立中学高等学校協会会長、全国自動車整備専門学校協会副会長などの他、体育振興の要職を歴任。
それらの功績で藍綬褒章を受章したほか、文部大臣表彰4回、運輸大臣表彰1回。また、交通安全への取り組みにより、緑十字金賞受賞。埼玉県私立学校審議会会長、私学教職員福祉財団理事長、全国自動車整備専門学校協会相談役なども務めた。
1996年の日展において彫塑を初出品し入選。以降、日展・日彫展で作品を発表し多くの賞を受賞している。埼玉県内では、地元の有力者として知られていた。
2008年11月13日、腹部大動脈瘤破裂のため死去。80歳没。
墓所はさいたま市西区三橋の青葉園。

## 所得隠し・申告漏れ事件
2006年2月、学校法人佐藤栄学園の佐藤栄太郎理事長が、2003年までの7年間で約5億円の所得の申告漏れを関東信越国税局に指摘されていたことが分かった。学園も税務調査を受け、2億円近くの申告漏れを指摘された。理事長個人と合わせた申告漏れ総額は約7億円、追徴税額は、悪質な所得隠しにかかる重加算税などを含めて約3億円に上る。
関係者によると、佐藤理事長は、学校で使う事務用品などを仕入れる際、取引先に選んだ数社から金銭を受け取りながら、税務申告から除外していた。国税局は、発注の見返りのリベートで理事長個人の雑所得と判断したとみられる。さらに、理事長は、個人的な貸付の利息なども除外していたとされ、国税局はこれらを意図的に所得を隠したと認定し、重加算税の対象とした。リベートや貸付利息など所得隠しとされた金額は7年間で約2億9000万円に上った。
また、理事長は学園の資金を7年間で2億円余り使っており、国税局は学園から理事長への賞与と認定、加算税を含めて追徴課税したとみられる。
2006年3月22日、理事長の個人所得について、学園から追加納税していたとの報告が文部科学省などにあった。 学園は、理事長自らが作製したブロンズ像の売却代金など約5700万円の申告漏れがあったと説明したという。

## 表彰
藍綬褒章、文部大臣表彰4回、運輸大臣表彰1回、緑十字金賞受賞、日彫展奨励賞受賞、日展特選受賞